# Новое Ободово
Новое Ободово — посёлок в Спировском районе Тверской области, входит в состав Пеньковского сельского поселения. 

## География
Расположено в 12 км на юго-восток от районного центра посёлка Спирово, в 2 км от платформы Левошинка на ж/д линии Москва — Санкт-Петербург.

## История
Образован в 1934 году как отделение совхоза «Обудово» в составе Ободовского сельсовета Спировского района, с 1994 года — центр Новоободовского сельского округа, с 2005 года — в составе Пеньковского сельского поселения.
До 2007 года в посёлке действовала основная общеобразовательная школа.

## Население
| 1997 | 2002 | 2010 |
| ---- | ---- | ---- |
| 390  | ↘336 | ↘281 |

## Инфраструктура
В посёлке имеются молокозавод, хлебопекарня, детский сад, дом культуры, медпункт, общественная баня, водопровод.